# Tatjana Storoševa
Tatjana Storoševa (rusko Татьяна Сторожева), ruska atletinja, * 22. marec 1954, Sovjetska zveza.
Ni nastopila na poletnih olimpijskih igrah. Leta 1977 je v teku na 400 m z ovirami osvojila naslov sovjetske državne prvakinje. 26. junija 1977 je postavila svetovni rekord v teku na 400 m z ovirami s časom 55,74 s, ki ga je veljal do avgusta istega leta.